# Republica Venețiană
Republica Venețiană (în italiană Repubblica di Venezia, în venețiană Republica Veneta sau República de Venesia) a fost un stat cu capitala la Veneția, în nord-estul Italiei. Formațiunea statală a existat timp de un mileniu, din secolul al șaptelea până la 1797. Denumirea oficială a fost „Serenissima Repubblica di Venezia” („Republica cea mai liniștită de la Veneția”, în venetă „Serenìsima Republica Veneta” sau „República de Venesia”) și a fost adesea menționată ca La Serenissima, cu referire la titlul său ca cea mai liniștită dintre republici. 
Republica Venețiană a practicat comerțul, susținut de intervenții politice și militare. În jurul anului 1500 coloniile venețiene se întindeau în special în spațiul estic al Mării Mediterane („levante”), până la Marea Neagră. În orașele dunărene San Giorgio (Giurgiu) și Barilla (Brăila) au existat colonii comerciale venețiene. Insulele Creta și Cipru au fost timp de sute de ani (sec. XIII-sec. XVI) posesiuni venețiene.

## Istorie

### Evul Mediu
Ascensiunea politică a Veneției a început sub dogele Pietro al II-lea Orseolo, decedat în anul 1009. Relațiile cu Imperiul Bizantin s-au deteriorat în secolul al XII-lea, în timpul împăratului Ioan al II-lea Comnenul și dogelui Domenico Michiel. În anul 1182 a avut loc masacrul asupra latinilor din Constantinopol, căruia i-a căzut victimă întreaga colonie venețiană din Constantinopol, fapt care a dus la agravarea resentimentelor antibizantine.
Secolul al XIV-lea a surprins începutul unei perioade tulburi pentru republică. Pe fondul ascensiunii Imperiului Otoman Veneția, care la acel moment deja era angrenată masiv în problemele din Europa de Sud-Est, va începe să se implice în mod cât se poate de activ în luptele împotriva invadatorilor turci. Adesea, eforturile sale se vor materializa în susținerea materială, economică și militară a principalilor inamici ai turcilor: Imperiul Bizantin, statele latine rămase, Regatul Serbiei, Țaratul Vlaho-Bulgar și Țările Românească și a Moldovei.

## Galerie

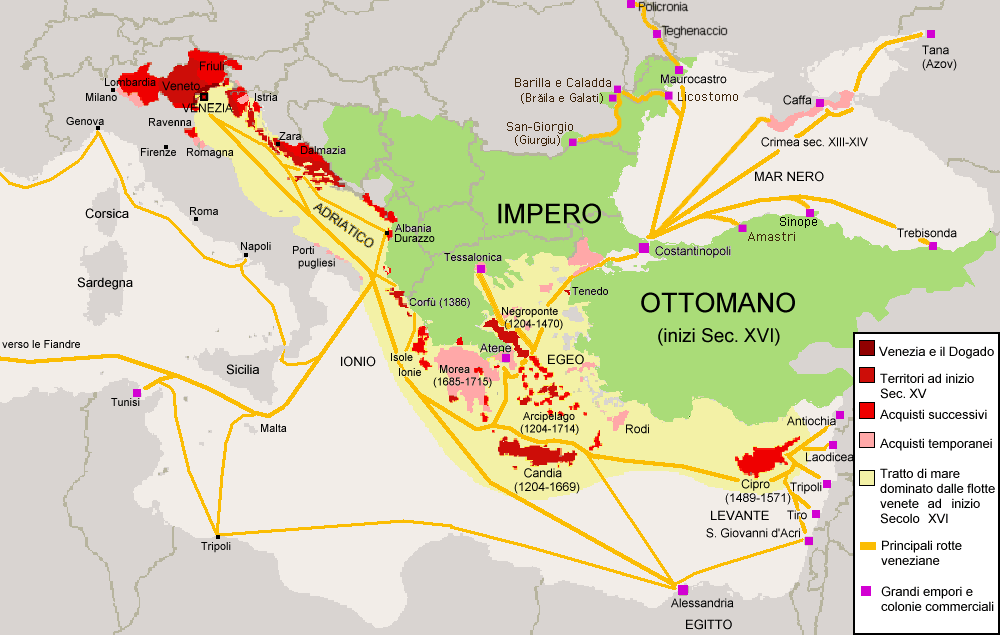
Posesiuni și colonii venețiene în jurul anului 1500